# هندورابی
هندورابی، روستایی در دهستان کیش بخش کیش شهرستان بندر لنگه در استان هرمزگان ایران است.

## جمعیت
بر پایه سرشماری عمومی نفوس و مسکن در سال ۱۳۹۵، جمعیت این روستا برابر با ۱۹۱ نفر (۳۱ خانوار) بوده است.